# Ľubietovský Vepor
Ľubietovský Vepor je národní přírodní rezervace v oblasti Poľana.
Nachází se v katastrálním území obce Ľubietová v okrese Banská Bystrica v Banskobystrickém kraji. Území bylo vyhlášeno či novelizováno v letech 1967, 2003 na rozloze 236,8793 ha. Ochranné pásmo nebylo stanoveno.